# Motí del Bounty

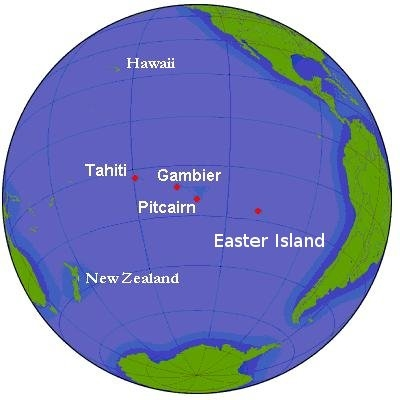
Situació geogràfica de l'Illa de Pitcairn, refugi dels rebels del Bounty a l'Oceà Pacífic, l'enclavament humà actual més allunyat de qualsevol continent

El motí del Bounty va ser un conflicte entre la tripulació de l'HMS Bounty i el seu capità el 1789 que ha esdevingut un motiu de la cultura popular.
El motí es produí a bord del vaixell de Sa Majestat HMS Bounty de la Marina Reial Britànica el 28 d'abril de 1789. Fou liderat pel primer oficial Fletcher Christian en contra del capità William Bligh. Segons les cròniques del succés, els mariners es rebel·laren pel dur tractament aplicat per Bligh a la tripulació i pel somni d'una vida idíl·lica i les oportunitats sexuals que descobriren a l'illa de Tahití. Els amotinats abandonaren Bligh i altres divuit tripulants lleials al bell mig de l'oceà Pacífic, en una embarcació de només set metres d'eslora.
Per a evitar la detecció i impedir la deserció, els rebels es van establir en diversos enclavaments a Tahití i a la remota i llavors deshabitada Illa Pitcairn on van cremar la nau. Per la seva banda el capità deposat i els seus homes fidels navegaren en la petita barca durant quaranta-set dies, des de prop de Tofua al mar de Timor, Índies Orientals Holandeses, una distància de 3.618 milles nàutiques (6.701 quilòmetres) sense gràfics o brúixola, equipats tan sols amb un quadrant i un rellotge de butxaca. Després d'aquesta proesa nàutica, Bligh va poder tornar a la Gran Bretanya i informà del motí a l'Almirallat el 15 de març de 1790, dos anys i onze setmanes després de la seva partida original.
Per a capturar els amotinats, el govern britànic va enviar l'HMS Pandora que el 23 de març de 1791 va arribar a Tahití. Allà, quatre dels rebels es van entregar i en poques setmanes deu més van ser detinguts. Aquests catorze van ser empresonats en una cel·la improvisada a la coberta del Pandora. De tornada a casa, aquest vaixell va encallar a la Gran Barrera de Corall el 29 d'agost de 1791, amb la pèrdua de 31 mariners i quatre dels presoners. Els deu captius supervivents van ser finalment repatriats a Anglaterra i jutjats per un tribunal naval que en condemnà tres a mort en la forca, absolent-ne o indultant-ne els altres.

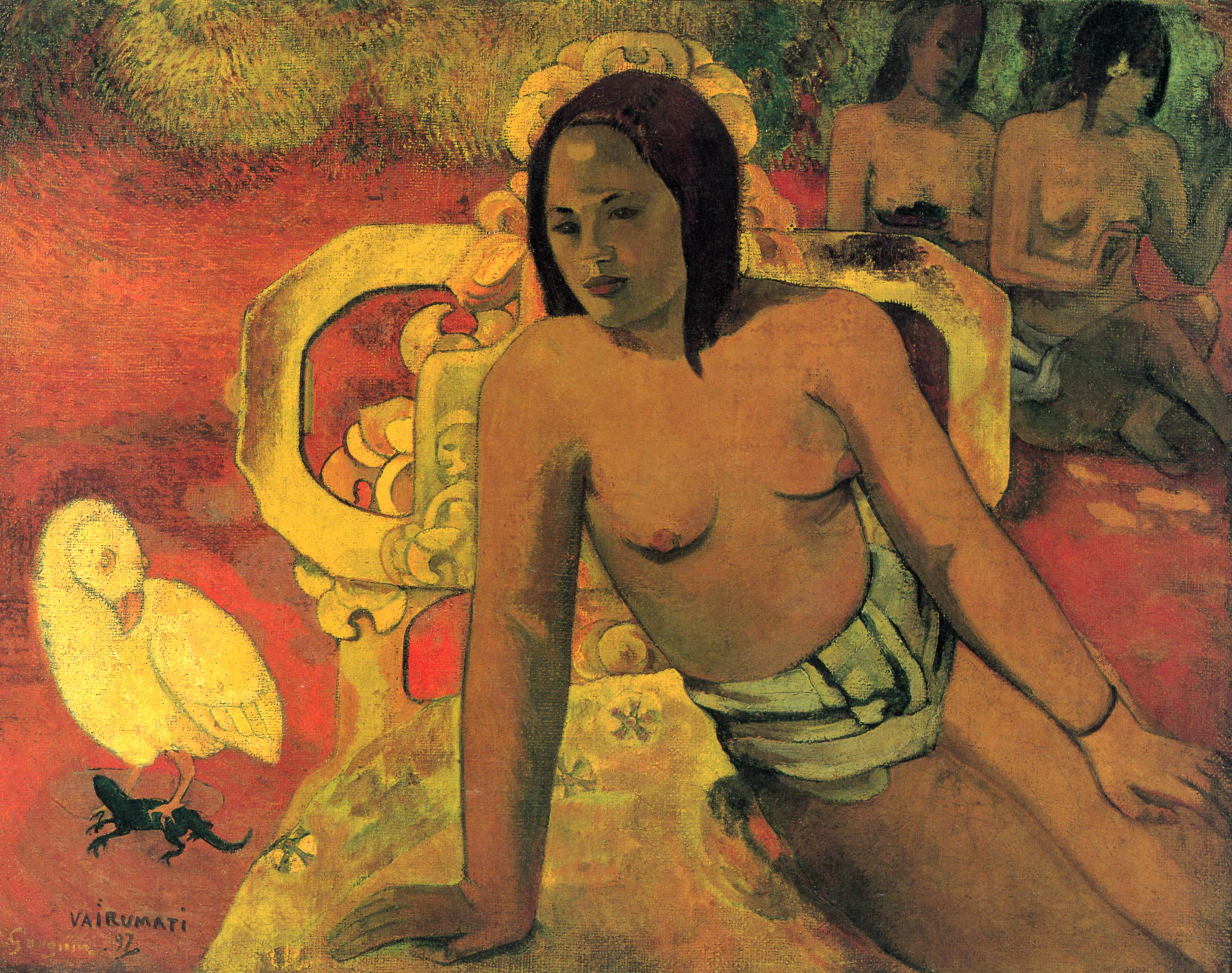
Els quadres de Paul Gauguin evoquen la vida idíl·lica somiada pels amotinats

Els descendents d'alguns dels amotinats encara viuen a Pitcairn, una illa situada a 6000 kilòmetres, respectivament, del Perú a llevant i de Nova Zelanda a ponent. Aquesta rebel·lió, esdevinguda el mateix any que la Revolució Francesa ens parla també del qüestionament de l'autoritat, d'ideals difícils d'aconseguir, i de la tradició com a referent a seguir en circumstàncies difícils. El motí s'ha contat, recreat i commemorat en llibres, pel·lícules i cançons.

## L'HMS Bounty i la seva utilitat

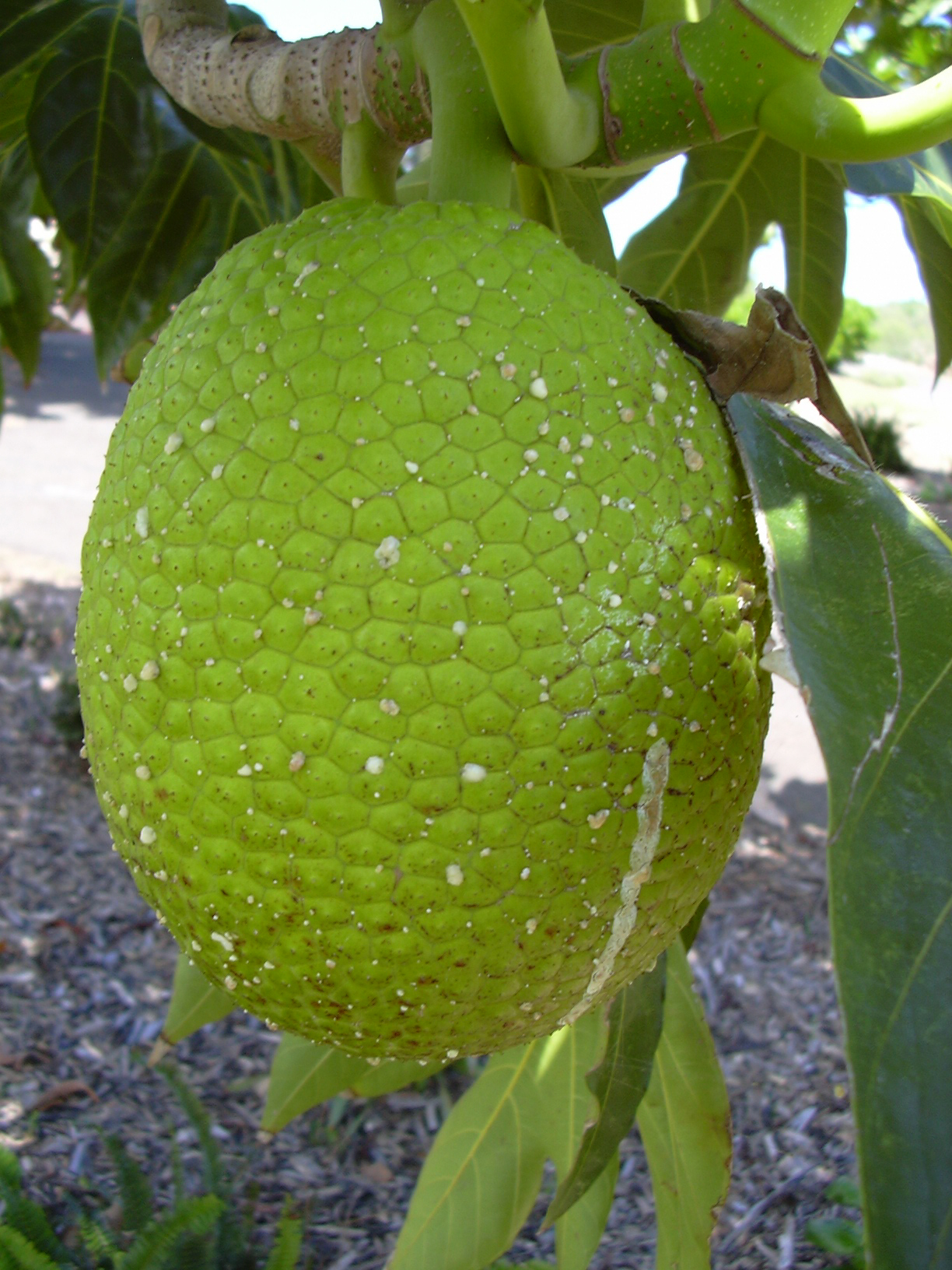
Fruit del pa madur

El Bounty fou construït el 1784, i va ser comprat per la Marina Reial per 2,600 lliures esterlines el 1787. Bligh en va ser nomenat comandant el 16 d'agost de 1787, a l'edat de 32 anys. La Marina Reial va comprar la nau per a una sola missió en suport d'un experiment : viatjar a Tahití, recollir plantes de l'arbre del pa i transportar-les a les Índies Occidentals (Amèrica), amb l'objectiu de comprovar-ne allà el creixement i el seu fruit ser destinat a aliment econòmic dels esclaus. Per a augmentar la capacitat de càrrega s'hi feren reformes que modificaren l'habitació del capità. Bligh s'allotjaria en una petita cabina estreta al costat de la tripulació i els oficials.

## Viatge d'anada i arribada
El 23 de desembre de 1787, el Bounty va salpar de port de Spithead cap a Tahití amb una dotació de 46 tripulants entre oficials i marineria. Ja d'entrada els plans originals van haver de ser modificats: durant un mes van tractar de passar el Cap d'Hornos però les condicions meteorològiques adverses ho impediren; Bligh va ordenar llavors canviar de rumb cap a l'est, amb la intenció de vorejar el Cap de Bona Esperança i creuar l'ample de l'oceà Índic. El 26 d'octubre de 1788, després de deu mesos al mar, arribaren a Tahiti, conegut llavors com a "Otaheite" on hi romandrien cinc mesos.
Els corrents filosòfics del moment que preconitzaven la idea del bon salvatge es materialitzaren aleshores de manera fefaent als ulls dels mariners:
Les dones són formoses (...) i tenen prou delicadesa per a ser admirades i estimades. Els caps han pres gust pels nostres homes i els encoratgen a romandre entre ells fins i tot amb promeses de grans possessions. Sota aquestes i moltes altres circumstàncies concurrents és desitjable, per tant, no preocupar-nos per ara (...) que un grup de mariners (...) es regeixin per tal incentiu poderós (...) recrear-se i reposar enmig de l'abundància en la millor illa del món on no necessiten treballar i els atractius de dissipació són superiors a qualsevol cosa que es pugui concebre. (Descripció dels fets, pel Tinent. W. Bligh, 1790, p. 9)

## Tripulació del Bounty
| Categoria                            | Nom                 | Rang                    | Posicionament | Notes |
| ------------------------------------ | ------------------- | ----------------------- | ------------- | --- |
| Oficial Comissionat                  | William Bligh       | Tinent Comandant        |               | Morí a Londres el 6 de desembre de 1817 |
| Oficials                             | John Fryer          | Pilot                   | lleial        | Morí a Norfolk, el 26 de maig de 1817 |
| Oficials                             | Fletcher Christian  | Copilot                 | amotinat      | Assassinat a Pitcairn el 20 de setembre de 1793 |
| Oficials                             | William Elphinstone | Copilot                 | lleial        | Morí a Java l'octubre de 1789 |
| Oficials                             | Thomas Huggan       | Cirurgià a bord         |               | Morí a Tahiti el 9 de desembre de 1788 abans del motí |
| Oficials Auxiliars                   | John Hallet         | Guardiamarina           | lleial        | Morí el 1794 de malaltia |
| Oficials Auxiliars                   | Thomas Hayward      | Guardiamarina           | lleial        | Morí el 1798 per naufragi |
| Oficials Auxiliars                   | Thomas Ledward      | Ajudant del cirurgià    | lleial        | Promogut a cirurgià després de la mort de Thomas Huggan; probablement desaparegut a la mar en l'enfonsament del Welfare el 1789 però d'altres fonts el situen com a cirurgià de l'HMS Discovery el 1791 i mort uns anys després |
| Oficials Auxiliars                   | John Samuel         | Administrador           | lleial        | |
| Mestres                              | William Cole        | Nostramo                | lleial        | |
| Mestres                              | Charles Churchill   | Mestre d'Armes          | amotinat      | Assassinat a Tahiti per en Matthew Thompson l'abril del 1790 abans del judici |
| Mestres                              | William Peckover    | Artiller                | lleial        | |
| Mestres                              | Joseph Coleman      | Armer                   | lleial        | Retingut al Bounty contra la seva voluntat, jutjat i absolt |
| Mestres                              | Peter Linkletter    | Intendent               | lleial        | Morí a Java l'octubre del 1789 |
| Mestres                              | John Norton         | Intendent               | lleial        | Assassinat pels nadius a Tofua el 2 de maig de 1789 |
| Mestres                              | Lawrence LeBogue    | Aparellador             | lleial        | Retornat estalvi a Anglaterra, s'uní a Bligh en la segona expedició de l'arbre del pa |
| Mestres                              | Henry Hillbrandt    | Boter                   | amotinat      | Ofegat al naufragi del Pandora el 29 d'agost del 1791 |
| Mestres                              | William Purcell     | Fuster                  | lleial        | Darrer supervivent de la tripulació del Bounty, morí a Haslar el 10 de març de 1834 |
| Mestres                              | David Nelson        | Botànic                 | lleial        | Morí el 20 de juliol a 1789 a Coupang |
| Sot-oficials en pràctiques           | Peter Heywood       | Guardiamarina           | amotinat      | Sentenciat a mort i indultat |
| Sot-oficials en pràctiques           | George Stewart      | Guardiamarina           | lleial        | Retingut al Bounty contra la seva voluntat, mort a l'enfonsament del Pandora el 29 d'agost de 1791 |
| Sot-oficials en pràctiques           | Robert Tinkler      | Guardiamarina           | lleial        | |
| Sot-oficials en pràctiques           | Ned Young           | Guardiamarina           | amotinat      | Morí a Pitcairn el 25 de desembre de 1800 |
| Professionals i adjunts              | James Morrison      | Auxiliar del nostramo   | amotinat      | Sentenciat a mort i indultat, desaparegut a l'HMS Blenheim el 1807 |
| Professionals i adjunts              | George Simpson      | Auxiliar de l'intendent | lleial        | |
| Professionals i adjunts              | John Williams       | Auxiliar de l'armer     | amotinat      | Assassinat a Pitcairn el 20 de setembre de 1793 |
| Professionals i adjunts              | Thomas McIntosh     | Auxiliar del fuster     | lleial        | Retingut contra la seva voluntat al Bounty, jutjat i absolt |
| Professionals i adjunts              | Charles Norman      | Auxiliar del fuster     | lleial        | Retingut contra la seva voluntat al Bounty, jutjat i absolt |
| Professionals i adjunts              | John Mills          | Auxiliar de l'artiller  | amotinat      | Assassinat a Pitcairn el 20 de setembre de 1793 |
| Professionals i adjunts              | William Muspratt    | Sastre                  | amotinat      | Sentenciat a mort i absolt en segona instància, mort a l'HMS Bellerophon el 1797 |
| Professionals i adjunts              | John Smith          | Majordom                | lleial        | Retornat estalvi a Anglaterra, s'uní a Bligh en la segona expedició de l'arbre del pa |
| Professionals i adjunts              | Thomas Hall         | Cuiner                  | lleial        | Mort de malaltia tropical (probablement malària) a Java l'11 d'octubre de 1789 |
| Professionals i adjunts              | Richard Skinner     | Barber                  | amotinat      | Mort en l'enfonsament del Pandora el 29 d'agost del 1791 |
| Professionals i adjunts              | William Brown       | Auxiliar del botànic    | amotinat      | Assassinat a Pitcairn el 20 de setembre de 1793 |
| Professionals i adjunts              | Robert Lamb         | Carnisser               | lleial        | Morí a la mar en ruta de Java a Ciutat del Cap l'11 d'octubre de 1789 |
| Mariners professionals i mariner (m) | John Adams          | Mariner                 | amotinat      | Perdonat el 1825, morí a Pitcairn el 1829; es feia anomenar Alexander Smith |
| Mariners professionals i mariner (m) | Thomas Burkitt      | Mariner                 | amotinat      | Condemnat i penjat el 29 d'octubre de 1792 a Spithead |
| Mariners professionals i mariner (m) | Michael Byrne       | Mariner                 | lleial        | Retingut contra la seva voluntat al Bounty, jutjat i absolt |
| Mariners professionals i mariner (m) | Thomas Ellison      | Mariner                 | amotinat      | Condemnat i penjat el 29 d'octubre de 1792 a Spithead |
| Mariners professionals i mariner (m) | Isaac Martin        | Mariner                 | amotinat      | Assassinat a Pitcairn el 20 de setembre de 1793 |
| Mariners professionals i mariner (m) | William McCoy       | Mariner                 | amotinat      | Se suïcidà a Pitcairn el 1797 o el 1798 |
| Mariners professionals i mariner (m) | John Millward       | Mariner                 | amotinat      | Condemnat i penjat el 29 d'octubre de 1792 a Spithead |
| Mariners professionals i mariner (m) | Matthew Quintal     | Mariner                 | amotinat      | Mort per n'Adams i en Jones a Pitcairn el 1799 |
| Mariners professionals i mariner (m) | John Sumner         | Mariner                 | amotinat      | Mort en l'enfonsament del Pandora el 29 d'agost del 1791 |
| Mariners professionals i mariner (m) | Matthew Thompson    | Mariner                 | amotinat      | Mort per tahitians l'abril de 1790, abans del judici i després de matar Charles Churchill |
| Mariners professionals i mariner (m) | James Valentine     | Mariner (m)             |               | Mort d'escorbut a la mar el 9 d'octubre de 1788 abans del motí |